# گیا وولسکی
گیا وولسکی(به گرجی: გიორგი ვოლსკი) (متولد ۱۸ ژانویه۱۹۵۷) یک سیاستمدار گرجی است که هم اکنون به عنوان نائب رئیس مجلس گرجستان فعالیت می کند.   وی از سال ۲۰۱۲ به بعد سمت های کلیدی را در مجلس گرجستان تجربه کرد. 

## زندگینامه
وولسکی در سال ۱۹۵۷ در شهر تفلیس متولد شد.در سال ۱۹۷۸ از دانشگاه دولتی تفلیس در رشته اقتصاد فارغ التحصیل شد. از سال ۱۹۷۸ تا سال ۱۹۹۰ در وزارت تجارت گرجستان فعالیت کرد. وی همچنین به عنوان معاون نماینده دولت گرجستان در روسیه خدمت کرده است. وی پس از چندین سال خدمت در پست های مختلف دولتی به همکاری با سازمان های غیردولتی روی آورد .  از سال ۲۰۱۲ وارد مجلس گرجستان شد و بعد به عنوان یکی از بزرگان حزب رویای گرجی به مناصب کلیدی در این مجلس دست یافت. 